# 大清銅幣
大清銅幣（だいしんどうへい、簡体字：大清铜币、繁体字：大清銅幣、ピンイン：Dà Qīng Tóng Bì ）は、清代銅銭とも呼ばれ、1906年（光緒31年）から清朝が滅亡した1911年まで製造された一連の機械打製銅貨を指す。これらの貨幣は、以前の鋳造貨幣や各省の貨幣に代わるものとして意図されたが、歓迎の度合いはまちまちであった。
2種類の銅元が同時に流通しており、1つには銀貨にも使用される「光緒元寶」の銘が刻まれ、もう1つには「大清銅幣」の銘が刻まれていた。光緒元宝は各省で発行され、それ以前の銭貨は重さも異なっていたが、大清銅幣は統一された国家通貨制度の創設を願って帝国政府によって導入された。

## 概要
銅元の額面は、1文から20文まで、5種類あった。